# THE CONCERT CONCERT TOUR 2002 〜Home Sweet Home〜
『THE CONCERT CONCERT TOUR 2002 〜Home Sweet Home〜』（ザ・コンサート・コンサート・ツアー・2002・ホーム・スウィート・ホーム）は、槇原敬之初のライブ・アルバム、7作目の映像作品。2002年5月9日同時発売。発売元はワーナーミュージック・ジャパン。

## 解説
2002年2月から3月まで行われた、アルバム『Home Sweet Home』を引っ提げて開催されたコンサートツアー「NORIYUKI MAKIHARA CONCERT TOUR 2002〜Home Sweet Home〜」の最終公演を収録したライブ・アルバムとDVD。セットリストは主に、『Home Sweet Home』、前作の『太陽』が中心となっている。CDとDVDで収録曲が異なる。
1999年、槇原の不祥事により開催予定だったコンサートツアー『Shadow Pictures '99』がキャンセルされ、復帰後しばらくツアーに出られない状況が続き、1998年に開催されたアリーナツアー「GEORGIA PRESENTS 槇原敬之CONCERT TOUR '98“It's a LOVELY PLACE!”〜春だ!桜だ!マキハラ君祭り!!〜」以来、約4年ぶりに開催された復帰後初のツアーとなった。
2009年2月25日、『SMILING 〜THE VIDEO COLLECTION〜』以外の全てのワーナーミュージック在籍時のVHS作品初DVD化と共に本作のDVDはプライスダウンで再発された。

## CD収録曲

### DISC-1
1. うん
2. 今年の冬
3. まばたきの間の永遠
4. ズル休み
5. もう恋なんてしない
6. MILK
7. You are so beautiful
8. 君が教えてくれるもの
9. 彗星
10. 太陽

#### DISC-2
1. 桃
2. Are You OK?
3. I ask.
4. LOTUS IN THE DIRT
5. 天国と地獄へのエレベーター
6. どんなときも。
7. Home Sweet Home
8. LOVE LETTER
9. Happy Birthday Song
10. 君は僕の宝物 [Bonus Track]

## 映像収録曲
1. うん
2. 今年の冬
3. まばたきの間の永遠
4. ズル休み
5. もう恋なんてしない
6. MILK
7. You are so beautiful
8. 君が教えてくれるもの
9. 彗星
10. 太陽
11. 桃
12. Are You OK?
13. I ask.
14. LOTUS IN THE DIRT
15. 天国と地獄へのエレベーター
16. どんなときも。
17. Home Sweet Home
18. LOVE LETTER
19. Happy Birthday Song
20. ANSWER [ボーナス映像]
21. 君は僕の宝物 [ボーナス映像]